# 比奥廖
比奥廖（義大利語：Bioglio），是意大利比耶拉省的一个市镇。总面积17平方公里，人口1021人，人口密度60.1人/平方公里（2009年）。ISTAT代码为096005。